# 鈴菌カリオ
鈴菌 カリオ（すずきん カリオ、1981年4月7日 - ）は、日本の漫画家。女性。女子美術大学芸術学部デザイン科卒業。
勢いのあるポップな画風が特徴で、コミカルに乙女心を描いた作品が多く見られる。

## 略歴
2004年、『知恵熱』が第8回イキマンを受賞し「月刊IKKI」でデビュー。2005年、初連載となる『乙女ウイルス』を同誌にて開始する。その後、2008年から同誌にて『Sillyなコダマ』を連載開始した。

## 作品リスト

### 単行本
- 乙女ウイルス（2005年、月刊IKKI、小学館、全3巻）
- Sillyなコダマ!!（2008年、月刊IKKI、小学館、全3巻）
- 花と星（2010年、つぼみ、芳文社、全2巻）
- 当て馬カノジョ（2019年、マンガクロス、秋田書店、全2巻）

### 読切
- 知恵熱（2004年、月刊IKKI、小学館、2004年7月号）
- ドレミファミレ（2005年、月刊IKKI、小学館、2005年2月号）
- 放課後！写ガールズ（2007年、コミックハイ!、双葉社、2007年11月号）
- 小娘3（こむすめキューブ）（2010年、電撃コミックジャパン、アスキー・メディアワークス、2010年創刊号）
- 周回遅れプラネット（2014年、ザ マーガレット、集英社、2014年10月号）